# Hayuma Tanaka
Hayuma Tanaka (jap. 田中 隼磨, Tanaka Hayuma; * 31. Juli 1982 in Matsumoto) ist ein japanischer Fußballspieler auf der Position eines Abwehrspielers.

## Karriere

### Verein
Hayuma Tanaka kommt aus der Jugendabteilung der Yokohama Flügels, einem Verein der 1999 durch die Yokohama F. Marinos übernommen wurde. Im Kaiserpokal 2000 absolvierte Tanaka bereits die ersten drei Einsätze in der ersten Mannschaft seines Vereins, ehe er 2001 vollständig ins Profiteam integriert wurde. Gleich im ersten Jahr gewann er mit dem Team den Yamazaki Nabisco Cup. In der Saison 2002 und 2003 wurde Tanaka an Tokyo Verdy verliehen, wo unter anderem auch Patrick M’Boma spielte. Ausgerechnet im Jahr 2003 war es jedoch sein eigentlicher Verein Yokohama F. Marinos, der in der ersten japanischen Liga dominierte und den Meistertitel gewann. Erfolgstrainer Takeshi Okada holte Tanaka wieder zurück nach Yokohama. Dort konnte der Defensivspieler 2004 mit seinen Mannschaftskameraden Naoki Matsuda, Yoshiharu Ueno, Yūji Nakazawa oder Ahn Jung-hwan den Erfolg wiederholen und Meister werden. Im Meisterschaftsfinale konnte man sich nach einem 1:0-Sieg im Hinspiel und einer 0:1-Niederlage im Rückspiel im Elfmeterschießen mit 4:2 gegen die Urawa Red Diamonds durchsetzen. In der AFC Champions League 2004 und 2005 sammelte Tanaka zudem erste internationale Erfahrungen. Seit dem zweiten Meisterschaftsgewinn spielte Yokohama jedoch nur noch im Mittelfeld der japanischen J. League und konnte keine nennenswerten Erfolge mehr erzielen.
Zur Saison 2009 wechselte Hayuma Tanaka zu Nagoya Grampus, dem Drittplatzierten der Vorsaison. Auch unter dem dortigen Trainer Dragan Stojković etablierte sich der Defensivspieler sofort als Stammspieler und bestritt in der ersten Saison 29 Ligaspiele für seinen neuen Verein. Dennoch konnte die gute Vorjahresleistung nicht wiederholt werden und Nagoya erreichte nur den 9. Tabellenplatz. In der AFC Champions League 2009 drang der Verein dagegen bis ins Halbfinale vor und scheiterte erst dann am saudi-arabischen Vertreter al-Ittihad. Ein Jahr später gewann Nagoya Grampus die erste japanische Meisterschaft seiner Vereinsgeschichte. Tanaka gehörte zu den Stammspielern der Mannschaft, in der auch Keiji Tamada oder der Torschützenkönig Joshua Kennedy spielten. In der AFC Champions League 2011 scheiterte der Klub im Achtelfinale am späteren Finalisten Suwon Samsung Bluewings aus Südkorea, konnte aber dennoch den nationalen Superpokal gewinnen. Trotz guter Leistung von Kennedy, der erneut Torschützenkönig wurde, musste sich Nagoya Grampus in der Liga dem Überraschungsmeister Kashiwa Reysol geschlagen geben und wurde mit nur einem Punkt Rückstand Vizemeister. In der AFC Champions League 2012 schied Tanakas Mannschaft erneut im Achtelfinale aus, diesmal gegen die Australier von Adelaide United. Anfang 2015 wechselte er zu Matsumoto Yamaga FC.

### Nationalmannschaft
Am 9. August 2006 absolvierte Hayuma Tanaka beim Freundschaftsspiel gegen die Fußballnationalmannschaft von Trinidad und Tobago sein bisher einziges Länderspiel für Japan.

## Erfolge
Yokohama F. Marinos
- Yamazaki Nabisco Cup: 2001
- J. League: 2004

Nagoya Grampus
- J. League: 2010
- Japanischer Supercup: 2011

## Sonstiges
Hayuma Tanaka ist der Vater von Kaili Shimbo.